# Атлетика на Летњим параолимпијским играма 2016 — бацање диска за мушкарце
Бацање диска за мушкарце, била је једна од 29 дисциплина атлетског програма на Летњим параолимпијским играма 2016. у Рио де Жанеиру, Бразил. Такмичење је одржано од 8. до 16. септембра на Олимпијском стадиону Жоао Авеланж.

## Земље учеснице
Учествовало је 49 такмичара из 34 земље.
1. Азербејџан (1)
2. Аргентина (1)
3. Аустралија (1)
4. Аустрија (1)
5. Бразил (4)
6. Бугарска (1)
7. Данска (1)
8. Египат (2)
9. Естонија (1)
10. Избеглички параолимпијски тим (1)
11. Индија (1)
12. Иран (2)
13. Италија (1)
14. Канада (1)
15. Кина (1)
16. Конго (1)
17. Куба (2)
18. Летонија (1)
19. Литванија (2)
20. Мексико (2)
21. Нигерија (1)
22. Пољска (4)
23. Самоа (1)
24. САД (3)
25. Словачка (1)
26. Србија (1)
27. Танзанија (1)
28. Тринидад и Тобаго (1)
29. Тунис (1)
30. Узбекистан (1)
31. Уједињено Краљевство (1)
32. Украјина (1)
33. Хрватска (3)
34. Шпанија (1)

## Рекорди пре почетка такмичења
(стање 8. септембра 2016.)

### Класа Ф11
| Рекорди пре почетка Параолимпијских игара 2016.     | Рекорди пре почетка Параолимпијских игара 2016. | Рекорди пре почетка Параолимпијских игара 2016. | Рекорди пре почетка Параолимпијских игара 2016. | Рекорди пре почетка Параолимпијских игара 2016. | Рекорди пре почетка Параолимпијских игара 2016. |
| --------------------------------------------------- | ----------------------------------------------- | ----------------------------------------------- | ----------------------------------------------- | ----------------------------------------------- | ----------------------------------------------- |
| Светски рекорд                                      | 44,44                                           | Алфонсо Фидалго Лопез                           | Шпанија                                         | Мадрид, Шпанија                                 | 5. септембар 1998.                              |
| Параолимпијски рекорд                               | 42,19                                           | Алфонсо Фидалго Лопез                           | Шпанија                                         | Сиднеј, Аустралија                              | 5. септембар 2000.                              |
| Рекорди после завршених Параолимпијских игара 2016. |                                                 |                                                 |                                                 |                                                 |                                                 |
| Параолимпијски рекорд                               | 43,06                                           | Алесандро Родриго Силва                         | Бразил                                          | Рио де Жанеиро, Бразил                          | 12. септембар 2016.                             |

### Класа Ф37
| Рекорди пре почетка Параолимпијских игара 2016.     | Рекорди пре почетка Параолимпијских игара 2016. | Рекорди пре почетка Параолимпијских игара 2016. | Рекорди пре почетка Параолимпијских игара 2016. | Рекорди пре почетка Параолимпијских игара 2016. | Рекорди пре почетка Параолимпијских игара 2016. |
| --------------------------------------------------- | ----------------------------------------------- | ----------------------------------------------- | ----------------------------------------------- | ----------------------------------------------- | ----------------------------------------------- |
| Светски рекорд                                      | 55,81                                           | Дунг Сја                                        | Кина                                            | Лондон, Уједињено Краљевство                    | 7. септембар 2012.                              |
| Параолимпијски рекорд                               | 55,81                                           | Дунг Сја                                        | Кина                                            | Лондон, Уједињено Краљевство                    | 7. септембар 2012.                              |
| Рекорди после завршених Параолимпијских игара 2016. |                                                 |                                                 |                                                 |                                                 |                                                 |
| Светски рекорд                                      | 59,75                                           | Куснидин Норбеков                               | Узбекистан                                      | Рио де Жанеиро, Бразил                          | 8. септембар 2016.                              |
| Параолимпијски рекорд                               | 59,75                                           | Куснидин Норбеков                               | Узбекистан                                      | Рио де Жанеиро, Бразил                          | 8. септембар 2016.                              |

### Класа Ф43
| Рекорди пре почетка Параолимпијских игара 2016.     | Рекорди пре почетка Параолимпијских игара 2016. | Рекорди пре почетка Параолимпијских игара 2016. | Рекорди пре почетка Параолимпијских игара 2016. | Рекорди пре почетка Параолимпијских игара 2016. | Рекорди пре почетка Параолимпијских игара 2016. |
| --------------------------------------------------- | ----------------------------------------------- | ----------------------------------------------- | ----------------------------------------------- | ----------------------------------------------- | ----------------------------------------------- |
| Светски рекорд                                      | 63,03                                           | Аким Стјуарт                                    | Тринидад и Тобаго                               | Торонто, Канада                                 | 13. август 2015.                                |
| Параолимпијски рекорд                               | 38,88                                           | Ронан Тинан                                     | Ирска                                           | Сеул, Јужна Кореја                              | 22. октобар 1998.                               |
| Рекорди после завршених Параолимпијских игара 2016. |                                                 |                                                 |                                                 |                                                 |                                                 |
| Параолимпијски рекорд                               | 61,72                                           | Аким Стјуарт                                    | Тринидад и Тобаго                               | Рио де Жанеиро, Бразил                          | 16. септембар 2016.                             |

### Класа Ф44
| Рекорди пре почетка Параолимпијских игара 2016.     | Рекорди пре почетка Параолимпијских игара 2016. | Рекорди пре почетка Параолимпијских игара 2016. | Рекорди пре почетка Параолимпијских игара 2016. | Рекорди пре почетка Параолимпијских игара 2016. | Рекорди пре почетка Параолимпијских игара 2016. |
| --------------------------------------------------- | ----------------------------------------------- | ----------------------------------------------- | ----------------------------------------------- | ----------------------------------------------- | ----------------------------------------------- |
| Светски рекорд                                      | 63,61                                           | David Blair                                     | Сједињене Државе                                | Темпи, САД                                      | 14. мај 2016.                                   |
| Параолимпијски рекорд                               | 58,53                                           | Џереми Кембел                                   | Сједињене Државе                                | Лондон, Уједињено Краљевство                    | 6. септембар 2012.                              |
| Рекорди после завршених Параолимпијских игара 2016. |                                                 |                                                 |                                                 |                                                 |                                                 |
| Светски рекорд                                      | 64,11                                           | David Blair                                     | Сједињене Државе                                | Рио де Жанеиро, Бразил                          | 16. септембар 2016.                             |
| Параолимпијски рекорд                               | 64,11                                           | David Blair                                     | Сједињене Државе                                | Рио де Жанеиро, Бразил                          | 16. септембар 2016.                             |

### Класа Ф51
| Рекорди пре почетка Параолимпијских игара 2016. | Рекорди пре почетка Параолимпијских игара 2016. | Рекорди пре почетка Параолимпијских игара 2016. | Рекорди пре почетка Параолимпијских игара 2016. | Рекорди пре почетка Параолимпијских игара 2016. | Рекорди пре почетка Параолимпијских игара 2016. |
| ----------------------------------------------- | ----------------------------------------------- | ----------------------------------------------- | ----------------------------------------------- | ----------------------------------------------- | ----------------------------------------------- |
| Светски рекорд                                  | 13,17                                           | Мохамед Берахал                                 | Алжир                                           | Доха, Катар                                     | 25. октобар 2015.                               |
| Параолимпијски рекорд                           | 12,37                                           | Мохамед Берахал                                 | Алжир                                           | Лондон, Уједињено Краљевство                    | 6. септембар 2012.                              |

### Класа Ф52
| Рекорди пре почетка Параолимпијских игара 2016. | Рекорди пре почетка Параолимпијских игара 2016. | Рекорди пре почетка Параолимпијских игара 2016. | Рекорди пре почетка Параолимпијских игара 2016. | Рекорди пре почетка Параолимпијских игара 2016. | Рекорди пре почетка Параолимпијских игара 2016. |
| ----------------------------------------------- | ----------------------------------------------- | ----------------------------------------------- | ----------------------------------------------- | ----------------------------------------------- | ----------------------------------------------- |
| Светски рекорд                                  | 21,44                                           | Аигарс Апинис                                   | Летонија                                        | Доха, Катар                                     | 25. октобар 2015.                               |
| Параолимпијски рекорд                           | 21,00                                           | Аигарс Апинис                                   | Летонија                                        | Лондон, Уједињено Краљевство                    | 6. септембар 2012.                              |

### Класа Ф55
| Рекорди пре почетка Параолимпијских игара 2016.     | Рекорди пре почетка Параолимпијских игара 2016. | Рекорди пре почетка Параолимпијских игара 2016. | Рекорди пре почетка Параолимпијских игара 2016. | Рекорди пре почетка Параолимпијских игара 2016. | Рекорди пре почетка Параолимпијских игара 2016. |
| --------------------------------------------------- | ----------------------------------------------- | ----------------------------------------------- | ----------------------------------------------- | ----------------------------------------------- | ----------------------------------------------- |
| Светски рекорд                                      | 39,42                                           | Мустафа Јусеинов                                | Бугарска                                        | Крајстчерч, Нови Зеланд                         | 25. јануар 2011.                                |
| Параолимпијски рекорд                               | 37,48                                           | Мартин Немец                                    | Чешка                                           | Пекинг, Кина                                    | 8. септембар 2008.                              |
| Рекорди после завршених Параолимпијских игара 2016. |                                                 |                                                 |                                                 |                                                 |                                                 |
| Параолимпијски рекорд                               | 38,04                                           | Ружди Ружди                                     | Бугарска                                        | Рио де Жанеиро, Бразил                          | 10. септембар 2016.                             |

### Класа Ф56
| Рекорди пре почетка Параолимпијских игара 2016.     | Рекорди пре почетка Параолимпијских игара 2016. | Рекорди пре почетка Параолимпијских игара 2016. | Рекорди пре почетка Параолимпијских игара 2016. | Рекорди пре почетка Параолимпијских игара 2016. | Рекорди пре почетка Параолимпијских игара 2016. |
| --------------------------------------------------- | ----------------------------------------------- | ----------------------------------------------- | ----------------------------------------------- | ----------------------------------------------- | ----------------------------------------------- |
| Светски рекорд                                      | 45,49                                           | Али Мохамадјари                                 | Иран                                            | Инчон, Јужна Кореја                             | 23. октобар 2014.                               |
| Параолимпијски рекорд                               | 44,63                                           | Леонардо Дијаз                                  | Куба                                            | Лондон, Уједињено Краљевство                    | 2. септембар 2012.                              |
| Рекорди после завршених Параолимпијских игара 2016. |                                                 |                                                 |                                                 |                                                 |                                                 |
| Параолимпијски рекорд                               | 45,33                                           | Claudiney Batista dos Santos                    | Бразил                                          | Рио де Жанеиро, Бразил                          | 10. септембар 2016.                             |

## Сатница
| Датум               | Време | Класа   | Ниво   |
| ------------------- | ----- | ------- | ------ |
| 8. септембар 2016.  | 10:10 | Ф52     | Финале |
| 8. септембар 2016.  | 18:09 | Ф37     | Финале |
| 10. септембар 2016. | 10:10 | Ф55/Ф56 | Финале |
| 12. септембар 2016. | 17:48 | Ф11     | Финале |
| 16. септембар 2016. | 17:50 | Ф43/Ф44 | Финале |

Сва времена су по локалном времену (UTC+3)

## Освајачи медаља

### Класа Ф11
|                                  |                      |                               |
| Алесандро Родриго Силва · Бразил | Онеј Тапиа · Италија | Давид Касино Сијера · Шпанија |

### Класа Ф37
|                                |                              |                 |
| Куснидин Норбеков · Узбекистан | Миндаугас Билиус · Литванија | Дунг Сја · Кина |

### Класе Ф43 и Ф44
|                   |                                  |                                   |
| David Blair · САД | Аким Стјуарт · Тринидад и Тобаго | Ден Грејвс · Уједињено Краљевство |

### Класе Ф51 и Ф52
|                          |                           |                           |
| Аигарс Апинис · Летонија | Роберт Јахимович · Пољска | Велимир Шандор · Хрватска |

### Класе Ф55 и Ф56
|                                       |                               |                       |
| Claudiney Batista dos Santos · Бразил | Alireza Ghaleh Nasseri · Иран | Леонардо Дијаз · Куба |

## Резултати

### Финале

#### Класе Ф11
Такмичење је одржано 12.9.2016. годину у 11:02,
| Плас. | Атлетичар                | Земља     | Кл. | ЛР    | ЛРС   | 1.    | 2.    | 3.    | 4.    | 5.      | 6.    | Рез.  | Бел. |
| ----- | ------------------------ | --------- | --- | ----- | ----- | ----- | ----- | ----- | ----- | ------- | ----- | ----- | ---- |
|       | Алесандро Родриго Силва  | Бразил    | Ф11 | 43,16 | 43,16 | 30,61 | 34,75 | 43,06 | 40,47 | 41,81   | 28,43 | 43,06 | ПР   |
|       | Онеј Тапиа               | Италија   | Ф11 | 42,56 | 42,56 | 40,89 | x     | x     | 38,23 | 38,86   | 39,03 | 40,89 |      |
|       | Давид Касино Сијера      | Шпанија   | Ф11 | 40,89 | 38,37 | 35,74 | 38,58 | 36,72 | 35,65 | 34,63   | x     | 38,58 | ЛРС  |
| 4.    | Бил Маринковић           | Аустрија  | Ф11 | 40,96 | 65,74 | 34,97 | x     | 37,22 | x     | x       | 36,32 | 37,22 | ЛРС  |
| 5.    | Марсио Силва Брага Леите | Бразил    | Ф11 | 36,24 | 36,24 | 34,07 | 34,71 | 34,43 | 33,4  | 6 31,54 | 34,43 | 34,71 |      |
| 6.    | Серхио Пас               | Аргентина | Ф11 | 37,29 | 57,69 | 34,57 | 33,99 | x     | 32,01 | 33,10   | 30,51 | 33,99 |      |
| 7.    | Мирослав Мађиа           | Пољска    | Ф11 | 52,52 | 36,76 | 36,70 | 32,32 | 31,26 | 32,00 | 32,50   | x     | 32,50 |      |
| 8.    | Јасер Сатоури            | Тунис     | Ф11 | 35,04 | 35,04 | 30,77 | x     | 29,57 | 27,53 | 29,61   | 29,20 | 30,77 |      |
| 9.    | Friday Aibangbe          | Нигерија  | Ф11 | 34,79 | 33,59 | x     | 22,49 | 30,02 |       |         |       | 30,02 |      |

#### Класа Ф37
Такмичење је одржано 8.9.2016. годину у 18:09,
| Плас. | Атлетичар                           | Земља          | Кл. | ЛР    | ЛРС   | 1.    | 2.    | 3.    | 4.    | 5.    | 6.    | Рез.  | Бел.       |
| ----- | ----------------------------------- | -------------- | --- | ----- | ----- | ----- | ----- | ----- | ----- | ----- | ----- | ----- | ---------- |
|       | Куснидин Норбеков                   | Узбекистан     | Ф37 | 53,84 |       | 54,46 | 59,75 | 54,89 | 57,19 | x     | 54,61 | 59,75 | СР, ПР, РР |
|       | Миндаугас Билиус                    | Литванија      | Ф37 | 50,20 | 50,20 | 45,72 | x     | 48,43 | 52,34 | 53,50 | 53,04 | 53,50 | ЛР         |
|       | Дунг Сја                            | Кина           | Ф37 | 55,81 | 51,14 | 48,35 | 51,51 | 52,15 | 51,41 | x     | x     | 52,15 | ЛРС        |
| 4.    | Гај Хенли                           | Аустралија     | Ф37 | 53,99 | 53,32 | 48,28 | 50,15 | 45,00 | 47,80 | 51,97 | 51,54 | 51,97 |            |
| 5.    | Рони Јенсен                         | Данска         | Ф37 | 48,11 | 48,11 | x     | 45,44 | 48,00 | 48,10 | 47,71 | x     | 48,10 |            |
| 6.    | Мохамед Мохамед Рамадан             | Египат         | Ф37 | 51,92 | 48,39 | 44,95 | 45,41 | x     | x     | 46,91 | 47,97 | 47,97 |            |
| 7.    | Жоао Виктор Теишеира де Соуза Силва | Бразил         | Ф37 | 43,89 | 43,89 | x     | 43,71 | 45,10 | 41,94 | 44,97 | x     | 45,10 | ЛР         |
| 8.    | Томаш Блаткјевич                    | Пољска         | Ф37 | 54,02 | 47,34 | 40,62 | 42,38 | 44,26 | 44,00 | 43,54 | 44,23 | 44,26 |            |
| 9.    | Кевин Стрибош                       | Канада         | Ф37 | 48,48 | 48,15 | x     | 41,81 | x     |       |       |       | 41,81 |            |
| 10.   | Mykola Zhabnyak                     | Украјина       | Ф37 | 55,71 | 53,53 | 40,37 | 41,39 | x     |       |       |       | 41,39 |            |
| 11.   | Шахрад Насајпоур                    | Избеглички тим | Ф37 |       |       | x     | 39,64 | 39,49 |       |       |       | 39,64 | ЛРС        |
| 12.   | Алефосио Лаки                       | Сомалија       | Ф37 | 33,08 |       | 33,53 | x     | x     |       |       |       | 33,53 | ЛР         |

#### Класе Ф43 и Ф44
Такмичење је одржано 16.9.2016. годину у 17:50,
| Плас. | Атлетичар        | Земља                | Кл. | ЛР    | ЛРС   | 1.    | 2.    | 3.    | 4.    | 5.    | 6.    | Рез.  | Бел.       |
| ----- | ---------------- | -------------------- | --- | ----- | ----- | ----- | ----- | ----- | ----- | ----- | ----- | ----- | ---------- |
|       | David Blair      | САД                  | Ф44 | 63,61 |       | 63,61 | x     | 64,11 | 63,21 | x     | x     | 64,11 | СР, ПР, РР |
|       | Аким Стјуарт     | Тринидад и Тобаго    | Ф43 | 63,03 | 58,78 | 56,03 | 61,70 | 60,83 | 60,82 | 60,53 | 61,72 | 61,72 | ПР         |
|       | Ден Грејвс       | Уједињено Краљевство | Ф44 | 62,34 | 61,48 | 57,40 | 58,63 | 59,57 | x     | 59,05 | 58,20 | 59,57 |            |
| 4.    | Џереми Кембел    | САД                  | Ф44 | 63,46 | 63,39 | x     | 52,44 | 54,80 | 56,03 | 54,06 | x     | 56,03 |            |
| 5.    | Иван Катанушић   | Хрватска             | Ф42 | 56,11 | 56,11 | x     | x     | 46,97 | 47,37 | 55,36 | 55,22 | 55,36 |            |
| 6.    | Нарендер Ранбир  | Индија               | Ф44 | 58,56 | 52,30 | x     | 48,55 | 53,20 | 48,90 | 51,18 | 52,88 | 53,20 | ЛРС        |
| 7.    | Јосип Сливар     | Хрватска             | Ф44 | 50,71 | 50,71 | 46,37 | x     | 42,12 | 45,09 | 47,39 | x     | 47,39 |            |
| 8.    | Egert Joesaar    | Естонија             | Ф44 | 46,72 | 46,72 | 44,78 | 45,18 | 44,55 | x     | x     | 46,61 | 46,61 |            |
| 9.    | Марсио Фернандес | Конго                | Ф44 |       |       | x     | 20,38 | 18,95 |       |       |       | 20,38 | ЛР         |
| 10.   | Гердан Фонсека   | Куба                 | Ф44 | 44,54 | 41,97 | НС    |       |       |       |       |       | НС    |            |

#### Класе Ф51 и Ф52
Такмичење је одржано 8.9.2016. годину у 10:10,
| Плас. | Атлетичар                         | Земља     | Кл. | ЛР    | ЛРС   | 1.    | 2.    | 3.    | 4.    | 5.    | 6.    | Рез.  | Бел. |
| ----- | --------------------------------- | --------- | --- | ----- | ----- | ----- | ----- | ----- | ----- | ----- | ----- | ----- | ---- |
|       | Аигарс Апинис                     | Летонија  | Ф52 | 21,44 |       | 19,90 | 20,02 | 20,83 | 17,80 | 20,05 | 20,35 | 20,83 | ЛРС  |
|       | Роберт Јахимович                  | Пољска    | Ф52 | 20,65 | 20,65 | 17,87 | 18,39 | 19,10 | x     | 15,97 | x     | 19,10 |      |
|       | Велимир Шандор                    | Хрватска  | Ф52 | 18,53 | 18,53 | 17,70 | 17,67 | 18,24 | 17,62 | 17,29 | x     | 18,24 |      |
| 4.    | Кестутис Скуцас                   | Литванија | Ф52 | 16,19 | 16,19 | x     | x     | x     | 16,18 | 16,84 | 17,08 | 17,08 | ЛР   |
| 5.    | Адријан Имјановски                | Пољска    | Ф52 | 16,18 | 16,18 | 16,33 | 15,97 | 15,89 | 16,05 | 16,21 | x     | 16,33 | ЛР   |
| 6.    | Ерик Алехандро де Сантос Еспиноса | Мексико   | Ф52 | 15,75 | 15,75 | 15,38 | 15,59 | 14,93 | 15,27 | 14,59 | 15,37 | 15,59 |      |
| 7.    | Амит Кумар Кумар                  | Индија    | Ф51 | 10,60 | 10,60 | x     | x     | x     | 9,01  | x     | 8,75  | 9,01  |      |

#### Класе Ф55 и Ф56
Такмичење је одржано 10.9.2016. годину у 10:00,
| Плас. | Атлетичар                    | Земља      | Кл. | ЛР    | ЛРС   | 1.    | 2.    | 3.    | 4.    | 5.    | 6.    | Рез.  | Бел. |
| ----- | ---------------------------- | ---------- | --- | ----- | ----- | ----- | ----- | ----- | ----- | ----- | ----- | ----- | ---- |
|       | Клаудинеи Батиста дос Сантос | Бразил     | Ф56 | 46,61 | 44,17 | 42,03 | 45,33 | 44,66 | x     | -     | -     | 45,33 | ПР   |
|       | Alireza Ghaleh Nasseri       | Иран       | Ф56 | 39,30 | 39,30 | 42,32 | 42,12 | 43,86 | 40,24 | 42,26 | 44,04 | 44,04 | ЛР   |
|       | Леонардо Дијаз               | Куба       | Ф56 | 45,32 | 44,92 | 42,14 | 43,53 | 43,58 | 39,90 | x     | 37,01 | 43,58 |      |
| 4.    | Олокхан Мусајев              | Азербејџан | Ф56 | 41,77 |       | 40,07 | 40,93 | 39,60 | 38,58 | 40,35 | 39,93 | 40,93 | ЛРС  |
| 5.    | Ибрахим Ибрахим              | Египат     | Ф56 | 41,51 | 39,80 | 37,80 | 36,58 | 39,81 | x     | x     | x     | 39,81 | ЛРС  |
| 6.    | Ружди Ружди                  | Бугарска   | Ф55 | 39,33 | 39,33 | 35,13 | 38,04 | x     | 36,48 | 37,13 | 36,80 | 38,04 | ПР   |
| 7.    | Небојша Ђурић                | Србија     | Ф55 | 37,22 | 37,22 | 36,75 | x     | x     | 34,02 | 35,32 | 35,58 | 36,75 |      |
| 8.    | Џони Вилијамс                | САД        | Ф56 | 38,93 | 38,93 | 34,05 | 35,10 | 28,78 | 32,19 | 34,68 | 29,17 | 35,10 |      |
| 9.    | Рикардо Роблес де ла Торе    | Мексико    | Ф56 | 38,70 | 38,70 | 32,35 | 33,91 | 33,52 |       |       |       | 33,91 |      |
| 10.   | Игнас Мадумла Мтвеве         | Танзанија  | Ф55 | 16,70 |       | 19,66 | 22,09 | 22,91 |       |       |       | 22,91 | ЛР   |
| 11.   | Али Мохамадјари              | Иран       | Ф57 | 45,49 |       | x     | x     | x     |       |       |       | БП    |      |